# پیکسل ۵
پیکسل ۵ (انگلیسی: Pixel 5) یک تلفن هوشمند مبتنی بر اندروید از سری گوگل پیکسل است که به‌عنوان جانشین پیکسل ۴ معرفی شده‌است. این گوشی در ۳۰ سپتامبر ۲۰۲۰ در کنار پیکسل ۴ای ۵جی معرفی شد؛ و در بازار ایالات متحده از ۲۹ اکتبر عرضه شد. پیکسل ۵ اولین پرچمدار سری گوگل پیکسل است که نسخهٔ ایکس‌ال ندارد.